# Юзеф Звежицький

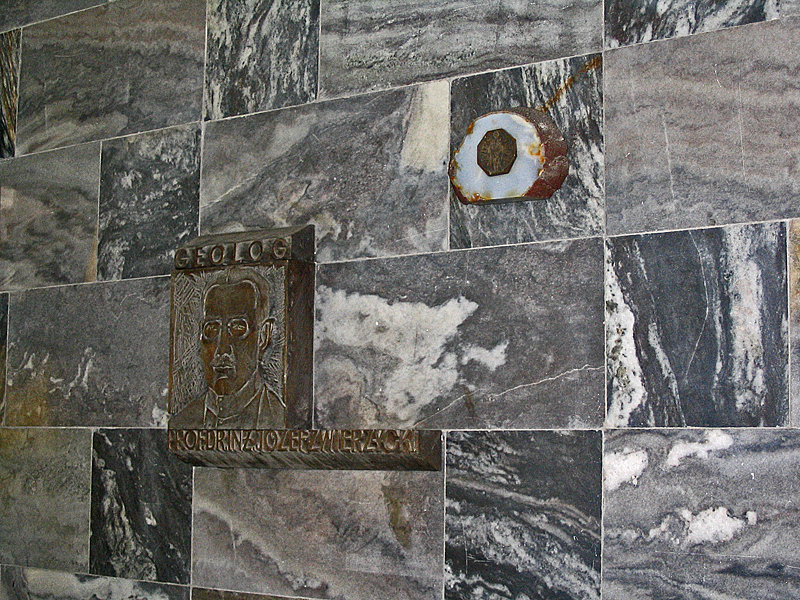
Пам'ятна дошка на честь Юзефа Звєжицького у школі у Кробі, яка носить носить його ім'я.

Юзеф Звєжицький (12 березня 1888, Кробя — 1 травня 1961, Вроцлав) — польський геолог, професор, дослідник Малайського архіпелагу та Нової Гвінеї.

## Молодість і освіта
Народився 12 березня 1888 року в Кробі в родині, яка плекала патріотичні традиції. У 1902 році закінчив 8-класну початкову німецькомовну школу в Кробя. Продовжив освіту в початковій гімназії (progimnazjum) в Тшемешно (1902—1906) і в Старій класичній неповній гімназії в Гнєзно (Kaiser Wilhelm Schule zu Gnesen), де в 1909 р. склав іспит на закінчення середньої школи. У Тшемешно він був активним у Товаристві Томаша Зана. З 1909 року одночасно навчався в Гірничій академії в Берліні (гірнича справа) і в Берлінському університеті імені Олександра фон Гумбольдта (геологія). 14 жовтня 1913 р. захистив дисертацію в університеті (Фауна головоногих молюсків у відкладах Тендагуру в Східній Африці) і отримав звання доктора філософії в галузі геології, а 23 січня 1914 р. отримав диплом гірничого інженера Гірничої академії.

## Нідерландська Ост-Індія
У березні 1914 року він зустрівся з міністром колоній у Гаазі (Нідерланди), а 1 травня 1914 року став нідерландським чиновником на службі Нідерландській Ост-Індії. Обійняв посаду дослідника в Нідерландській геологічній службі в Нідерландській Ост-Індії. Тут він провів 24 роки (до 1938 р.). За цей час він пройшов усі рівні службової ієрархії, аж до директора Нідерландської геологічної служби в Нідерландській Ост-Індії (1933—1938). Підготував 50 наукових праць, у тому числі ряд основних геологічних карт. Проводив дослідження на Суматрі, Яві, Сулавесі, Борнео, Новій Гвінеї та інших островах. Основною темою його роботи була розвідка та розробка сирої нафти, але він також займався покладами олова, срібла, золота та вугілля. Здобув чималу популярність у науковому світі. У 1930—1933 роках він був професором Бандунгського технологічного університету, де читав лекції з геології для інженерів. У 1936 році отримав від польського уряду Золотий Хрест Заслуги за допомогу в організації та діяльності консульства Республіки Польща. 9 лютого 1938 року королева Нідерландів Вільгеміна нагородила Юзефа Звєжицького офіцерським хрестом ордена Оранського-Нассау. Того ж року він повернувся до Польщі.

## Повернення на батьківщину та роки окупації
Звєжицький став керівником відділу нафти і солі Державного геологічного інституту у Варшаві. Розвідував польські родовища кам'яної солі та калію, а також нафтогазоносні райони. Був консультантом та оцінювачем Міністерства промисловості та торгівлі та Державного управління з питань гірничого господарства. Друга світова війна застала його в столиці, де він за наказом директора Кароля Богдановича швидко взяв під охорону майно та архів Польського геологічного інституту. Арештований у ніч з 28 на 29 квітня 1941 р. і ув'язнений у Пав'яку. Пізніше його перевезли до концентраційного табору Аушвіц-Біркенау, де він пробув до 3 липня 1942 року. Звідти його перевезли до Німеччини, і відтоді, будучи політичним в'язнем, він служив перекладачем у Німецькій геологічній службі (Reichsamt für Bodenforschung). Наприкінці липня 1944 р. відправлений під конвоєм до Варшави, він утік до Кракова, де переховувався до січня 1945 р. Одразу після звільнення Кракова Звєжицький почав читати лекції з вулканології в Ягеллонському університеті, а потім — геології нафти в Гірничій академії.

## Вроцлав і Нижня Силезія
Після закінчення війни взяв участь у відновленні Вроцлавського університету, де був одним із засновників Інституту геологічних наук, і водночас читав лекції в Науково-технічному університеті AGH у Кракові. Досліджував геологію Повернених Територій (Ziem Odzyskanych). У 1948 році став професором. Серед його учнів були Юзеф Клапцінський і Тадеуш Гуня..
Висунув концепцію існування родовищ міді в передсудетській зоні. На засіданні Центрального Геологічного Бюро 16 і 17 липня 1954 року він запропонував розпочати буріння на цій ділянці. Як виявилося, висунута професором Звєжицьким теза була вірною. Поклади міді були виявлені біля Любіна Яном Вижиковським з Геологічного інституту у Варшаві, і він був першим, хто їх задокументував. 22 липня 1959 року нагороджений командорським хрестом ордена Відродження Польщі.
Похований на цвинтарі святого Лаврентія у Вроцлаві. Посмертно отримав колективну Державну премію І ступеня.
Був членом, з-поміж інших, Польського геологічного товариства, Польського географічного товариства та Польського природничого товариства імені М. Коперника.

## Вшанування пам'яті Юзефа Звєжицького
На честь геолога був названий яванський шаблезубий тигр з доби плейстоцену — Hemimachairodus zwierzyckii  (первісна назва — Machairodus zwierzyckii). Також його іменем названа школа у Кробі, а у Вроцлаві — бульварі біля Інституту геологічних наук Вроцлавського університету, де він читав лекції після повернення до Польщі. У цьому ж інституті (вул. Цибульського, 30) є аудиторія його імені.

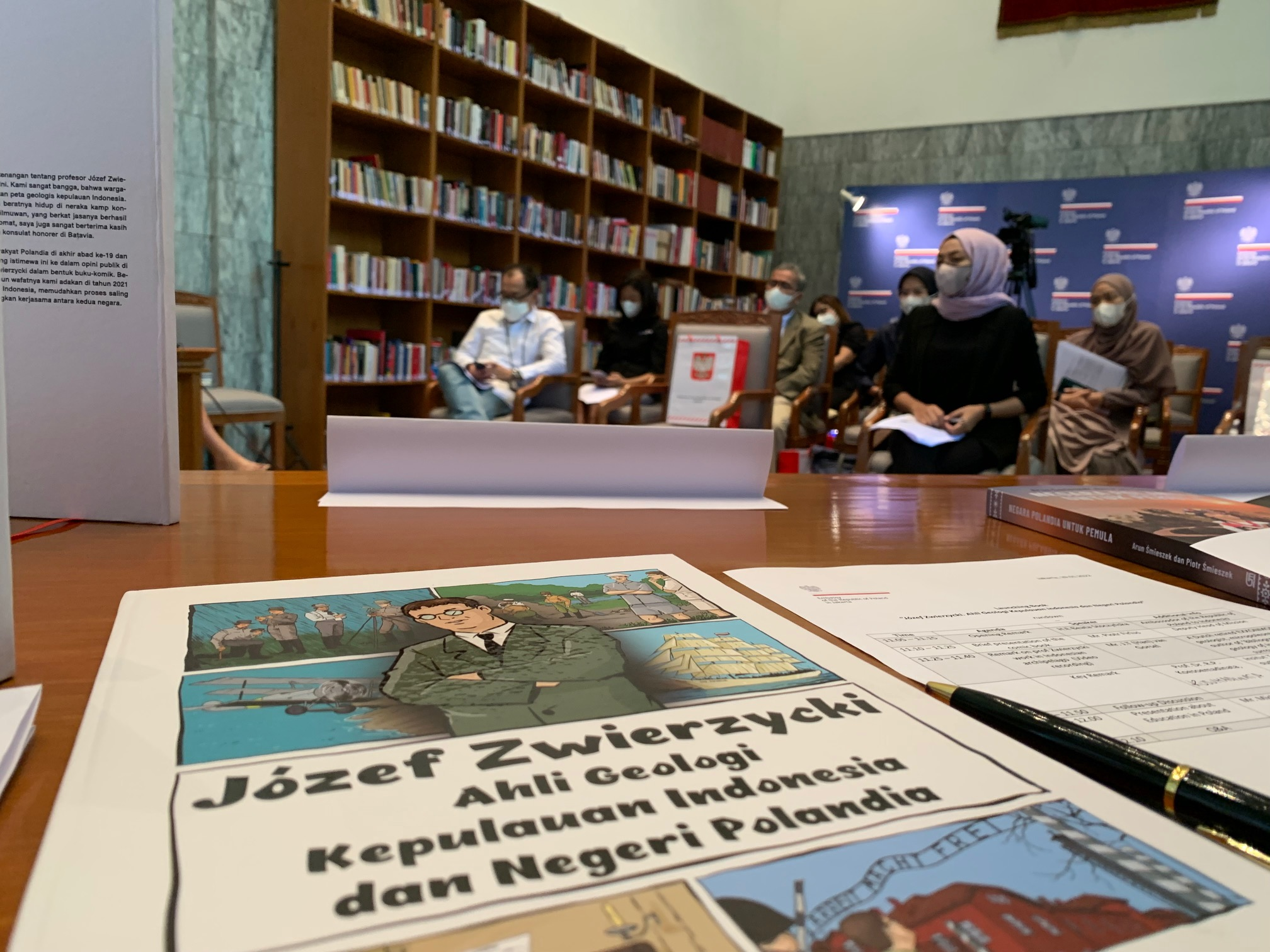
Комікс, присвячений професору Звєжицькому

Початкова школа в Кробі, названа на честь професора, співпрацює з Інститутом геологічних наук у Вроцлаві. Створено шкільну меморіальну кімнату, де представлені експонати, пов'язані з життям і творчістю покровителя школи. Кращі учні школи отримують значки із зображенням геолога, а заслуги перед закладом відзначаються т. зв. Медаллю Звєжицького.
У грудні 2021 року Посольство Республіки Польща в Джакарті видало комікс індонезійською мовою, в якому представлено біографію професора. У січні 2022 року відбулася презентація коміксу в Індонезії. Комікс описує молодість Звєжицького, роботу в Нідерландській Ост-Індії, його долю під час Другої світової війни, а також роботу в Нижній Сілезії.
22 вересня 2022 року в Геологічному музеї Бандунга, Західна Ява, відкрито пам'ятну дошку на честь Звєжицького. У відкритті брала участь делегація польських парламентарів, яка перебувала в Індонезії.
У 2022 році вийшов четвертий том видання під назвою «Першопрохідці та віхи історії індонезійської геології (~1820-1960-ті роки)» («Pioneers and Milestones of Indonesian Geology (~1820-1960s)»). Автор — нідерландський вчений Хан Ван Горсел. Публікацію опублікував ITB Press у Бандунгу. У другому томі є великий розділ, присвячений проф. Юзефу Звєжицькому.
14 червня 2023 року у силезькому місті Любін відбулася наукова конференція «Відкривачі польської міді». Під час конференції були представлені доповіді, які описували постать професора Звєжицького. Анна Горецька-Новак (Вроцлавський університет) виступила з доповіддю «Професор Юзеф Звєжицький — автора концепції залягання мідних руд у Передсудетському монокліналі». Аліна Хжонстек (Вроцлавський університет) виступила з доповіддю «Наукова та професійна діяльність Юзефа Звєржицького в Нідерландській Ост-Індії» (1914—1938), Йоланта Щебак виступила з доповіддю «Маловідомі аспекти збереження пам'яті професора Юзефа Звєжицького».